# Hallunda gård

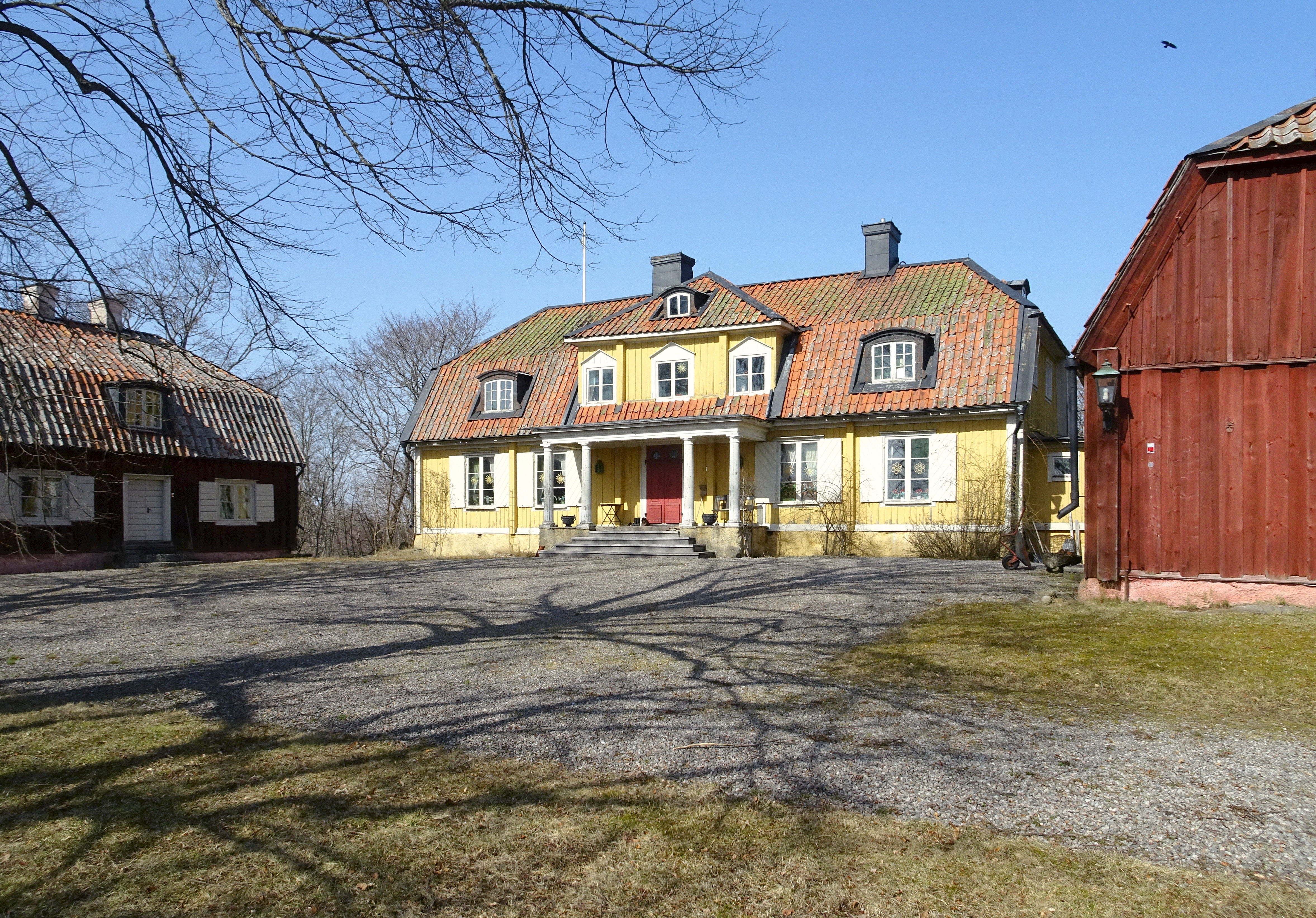
Hallunda gårds huvudbyggnad och flyglar, april 2018.

Hallunda gård är en privatägd herrgård från 1700-talet i Hallunda i Botkyrka socken i Botkyrka kommun. Gården är belägen väster om Slagstas småhusområde nära Mälaren. Intill gården finns ett stort gravfält från järnåldern. Hallunda var en levande jordbruksbygd ända tills miljonprogrammet genomfördes i början av 1970-talet och en stor del av gårdens mark avstyckades och den så kallade Botkyrkastaden i norra Botkyrka uppfördes. I stadsplanen undantogs själva gårdsanläggningen med närmaste omgivning. Hallunda gård är ett av de gamla herresäten i Stockholmstrakten som fortfarande är privatägt.

## Historik

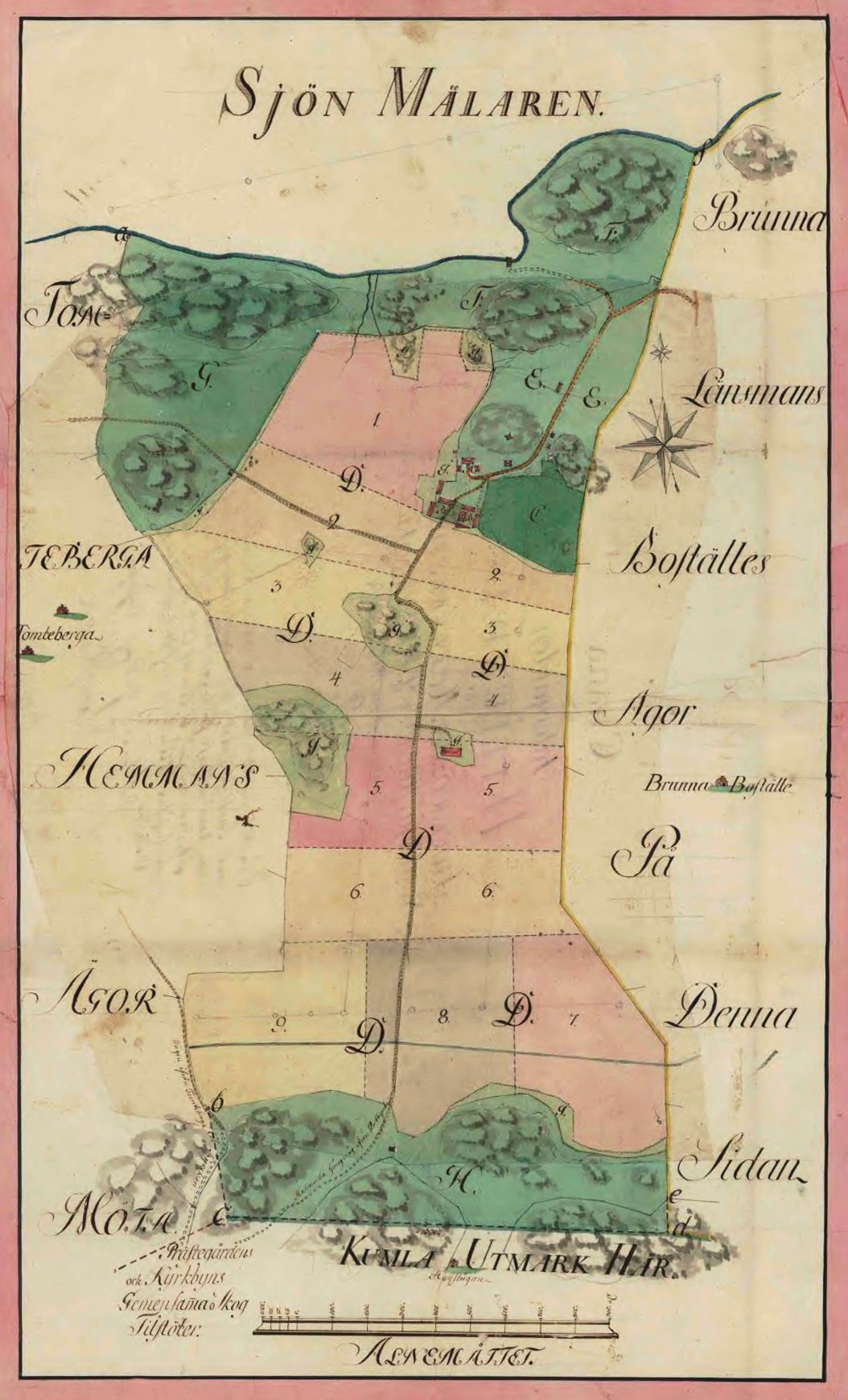
Hallunda gårds ägor 1804.

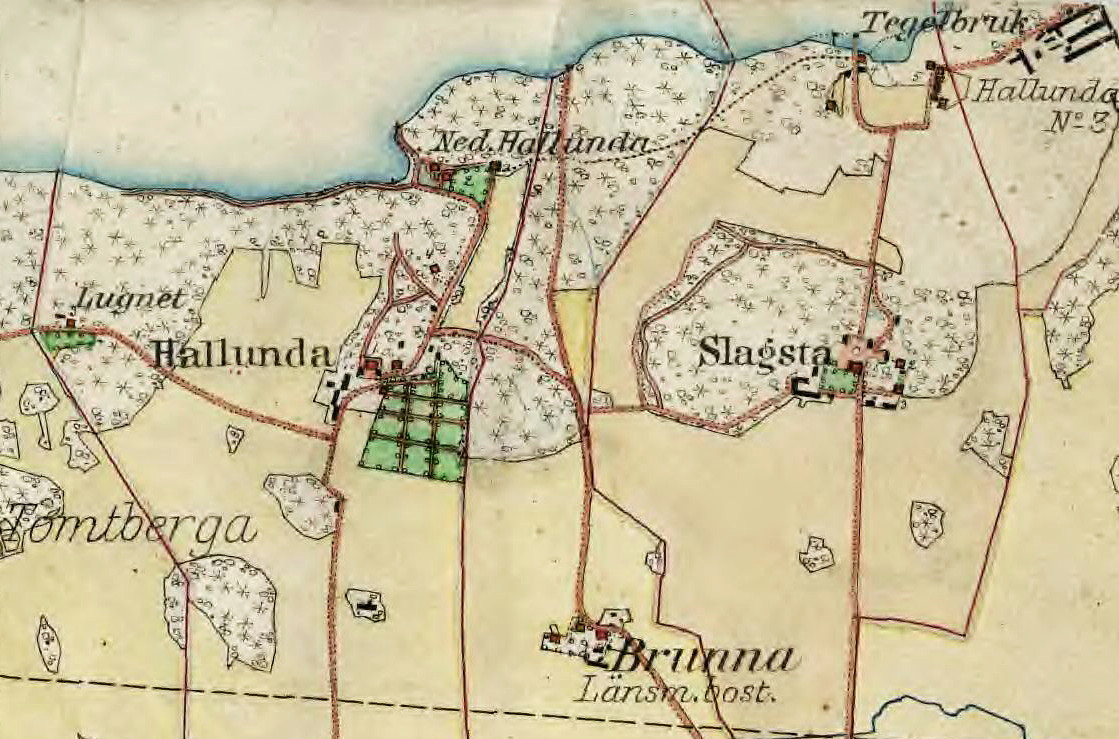
Hallunda och Slagsta gård, 1900.

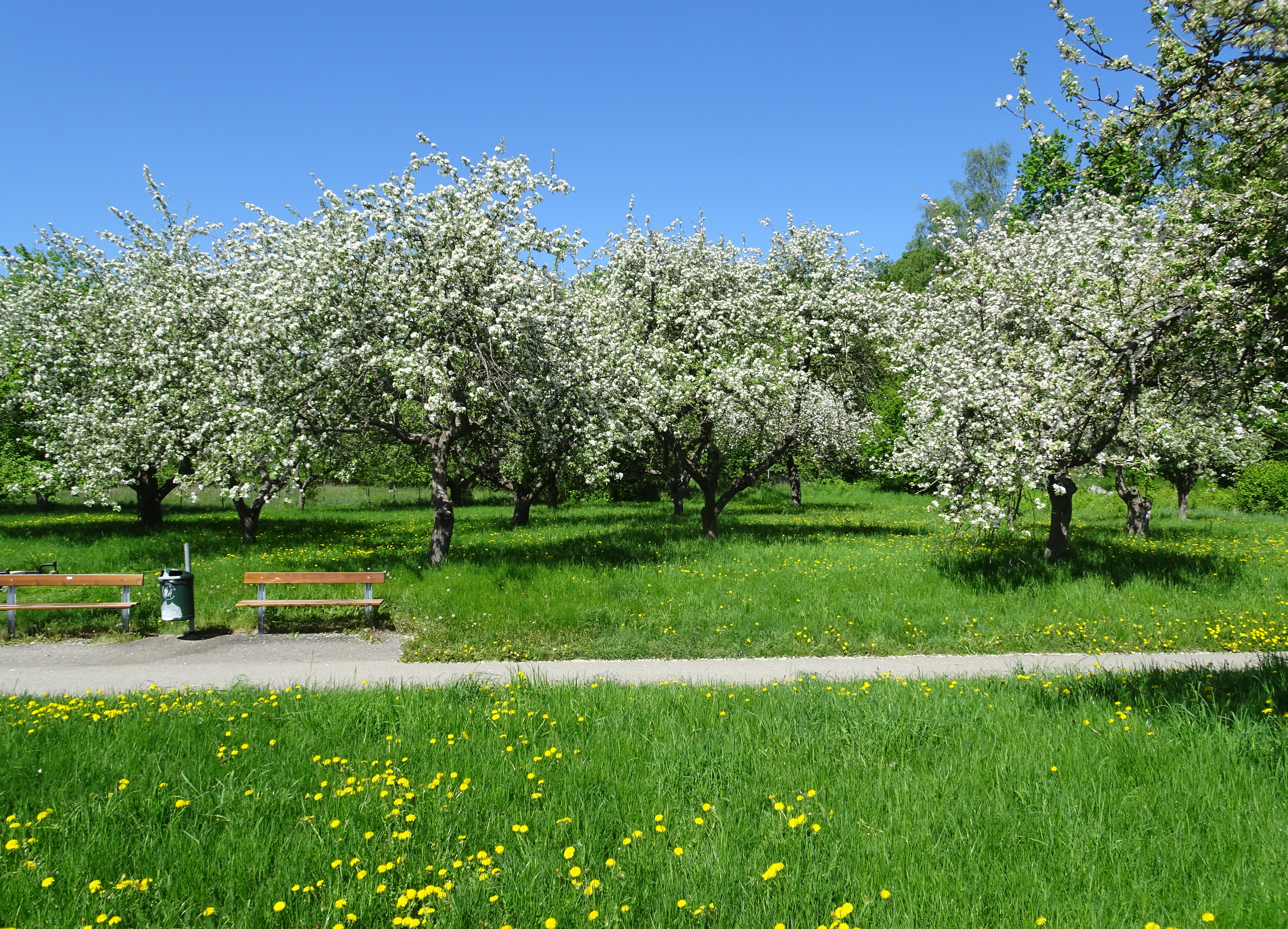
Hallunda gårds gamla fruktträdgård i parken söder om gården, maj 2018.

Platsen var bebodd redan på forntiden och var någon form av centralort som många lämningar vittnar om. Direkt intill (väster om) gården ligger ett stort röse från bronsåldern. Det är Södermanlands näst största kända gravröse, 35 meter i diameter och 5–6 meter högt (se Hallundaröset).
Hallunda nämns första gången i skriftligt källmaterial år 1442 då ortnamnet stavades Halunde. På 1600-talet var Hallunda gård en liten by bestående av två gårdar, som rådmannen Axel Auleville sammanslog samt gjorde egendomen till säteri i början av 1700-talet. Östra Hallundas mangårdsbyggnad är fortfarande bevarad, huset kallas Klockbyggningen och står direkt öster om nuvarande huvudbyggnad. 
På mitten av 1700-talet uppfördes den nuvarande gårdsanläggningen. Vid samma tid revs troligen den västra gårdens byggnader, medan den östra gårdens huvudbyggnad bevarades. Byggnaden utgör stommen för gårdens äldsta hus, det så kallade Klockhuset. Bostadshusen, som är timrade och panelklädda, har brutna valmade tak. Den gulmålade huvudbyggnaden omges av två rödmålade flyglar. Huvudbyggnaden inreddes i sengustaviansk stil med bland annat dekorerade kakelugnar och målade väggfält.
Ursprungligen hade gården en vägförbindelse från söder och Göta landsväg, i höjd med Botkyrka kyrka. Det fanns även vägar till Norsborgs herrgård i väster och Slagsta gård i öster. Idag finns bara en väg  till gården norrifrån (Hallunda gårdsväg) som leder genom Slagsats småhusområde.
Under 1700-talets senare del anlades en engelsk park bakom gården och där byggdes i början av 1800-talet ett litet lusthus med kolonnfasad. 1793 fråntogs gården sina säterirättigheter på grund av gårdens förfall. Numera är den dock upprustad. Ekonomibyggnaderna med bland annat vagnslider och trädgårdsmagasin tillkom förmodligen i början av 1800-talet. På 1830-talet uppfördes en kvarn på Kvarnberget, den högsta platsen mot Mälaren. Kvarnen revs på 1880-talet, men 1935 uppsattes en ny kvarn på samma plats. Kvarnen, som kom från Rasbo socken i Uppland är inte bevarad, bara grunden syns fortfarande idag.
Enligt en tradition planlades mordet på Gustav III på gården vid en julmiddag 1791. Carl Fredrik Ehrensvärd, vars far ägde Hallunda gård, var inblandad i mordet vilket han medgav. Han blev först dömd till döden, sedan omvandlades dödsstraffet till livslång landsförvisning.
På parkstråket söder om gården finns en rest av Hallundas fruktträdgård i form av ett 15-tal äppelträd. Lite väster om gården och fortfarande på Hallundas mark ligger det välbevarade gamla torpet Lugnet. Det är en rödmålad parstuga med grönmålade fönsterluckor och dörrar. Lugnet är numera ett sommarcafé. Gården förvärvades 1929 av bankdirektören Per Wåhlin. Familjen Wåhlin äger Hallunda fortfarande genom sonen Lars Petter Wåhlin (född 1944).

## Historiska bilder

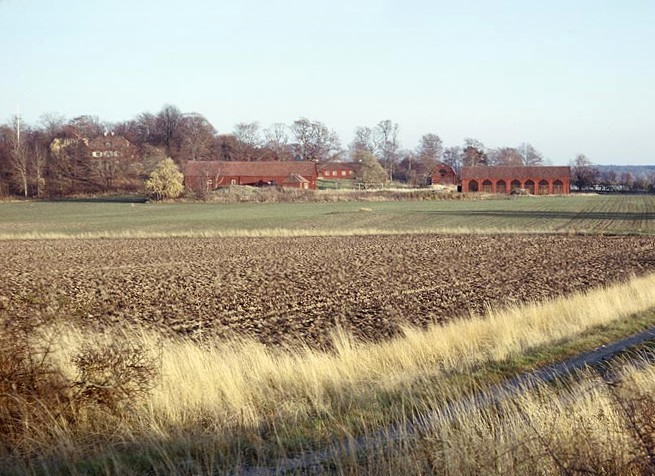
Hallunda gårds jordbruksmark 1964.
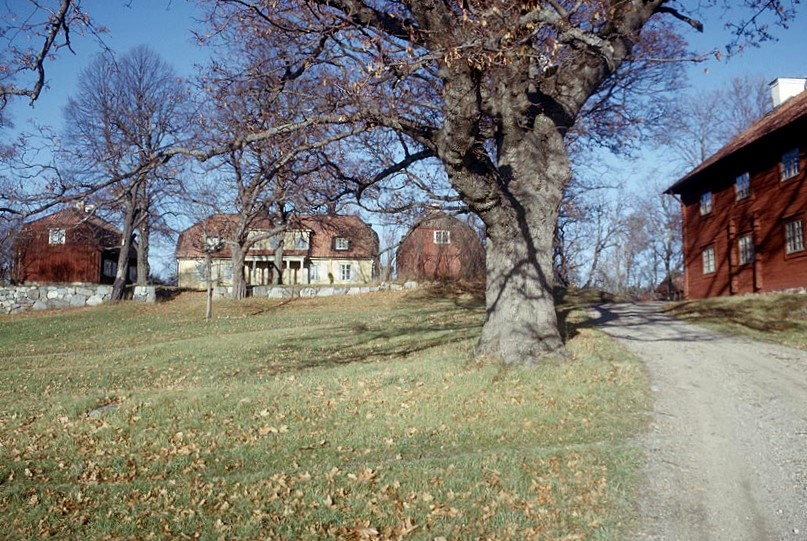
Hallunda gård 1964, t.h. syns trädgårdsmästarbostaden.
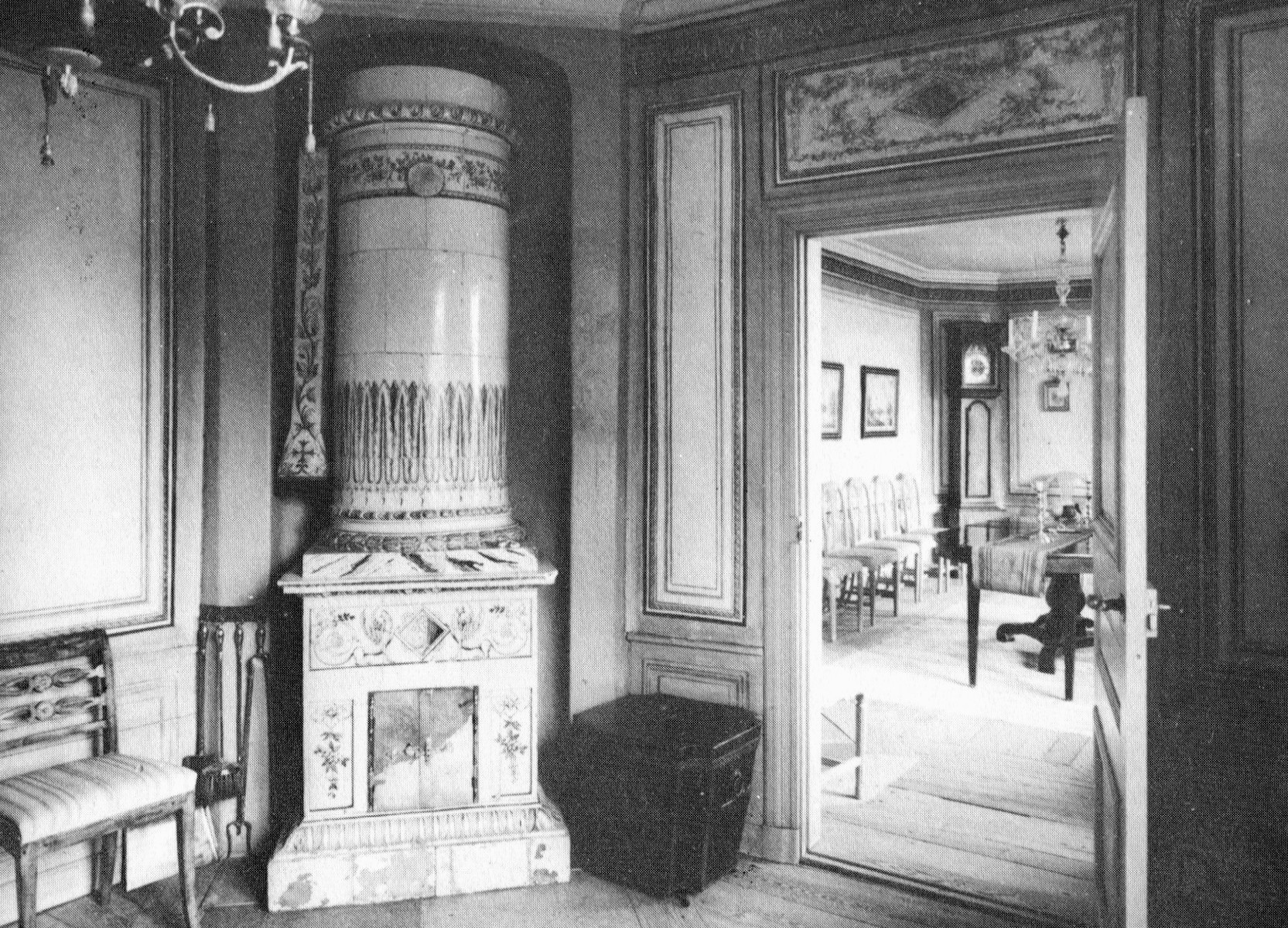
Förmak med blick in i matsalen, 1960-tal.
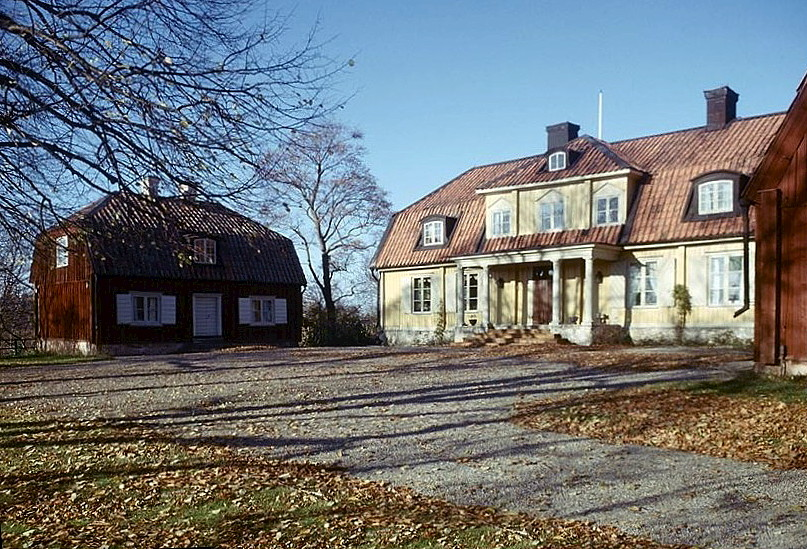
Huvudbyggnad och västra flygeln på 1960-talet.

## Nedre Hallunda
Nedre Hallunda ligger vid Mälarens strand på ett område som hörde till Hallunda gård och som ursprungligen kallades Sjöhagen. Här lät löjtnanten Wennberg i mitten på 1800-talet uppföra två byggnader samt brygga och badplats avsedda för välbeställda sommargäster. Dessa hus med fasaddetaljer i snickarglädje är fina exempel på stockholmarnas tidiga sommarbostäder.

## Nutidabilder

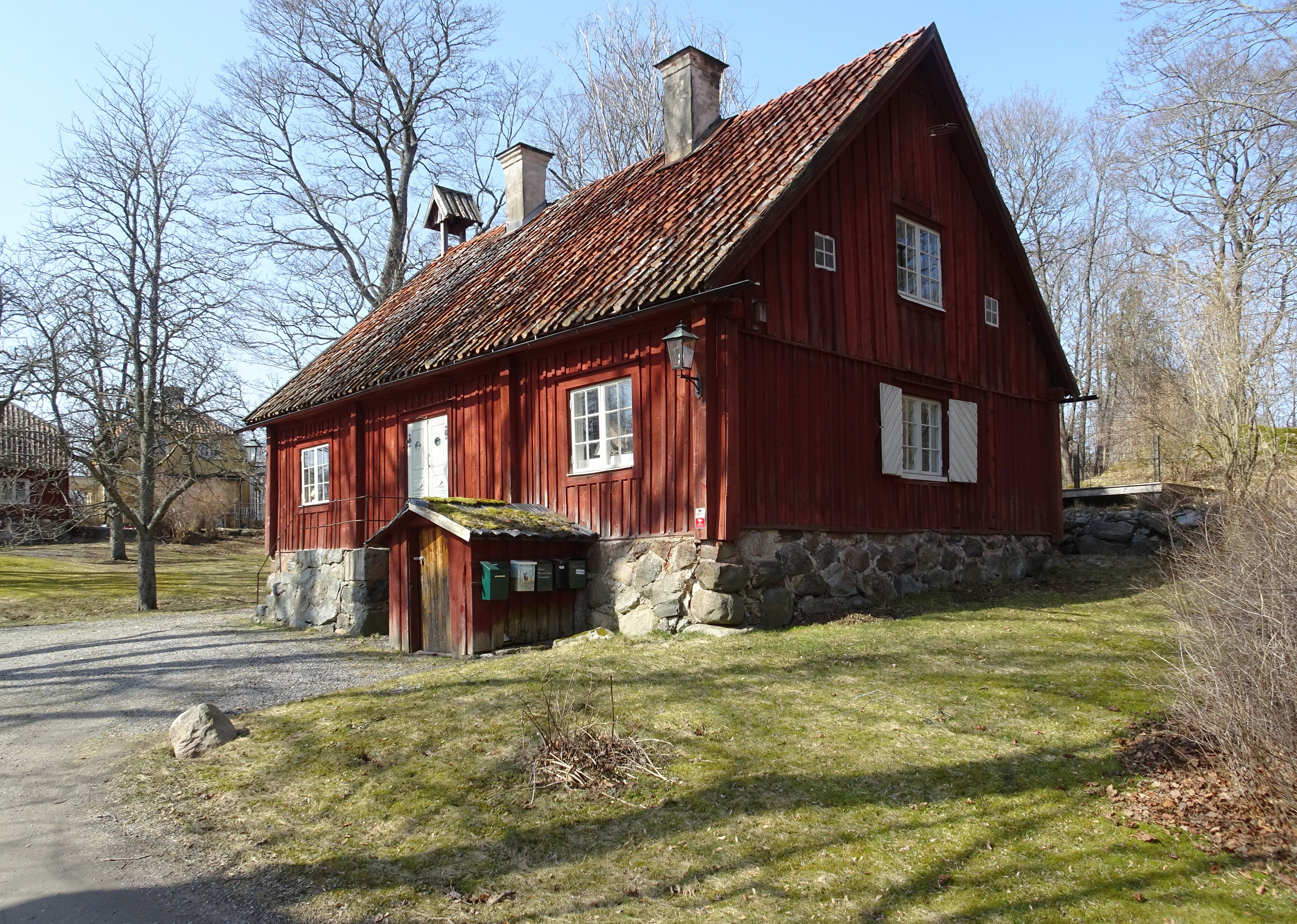
"Klockbyggningen", var före 1750-talet Östra Hallundas manbyggnad.
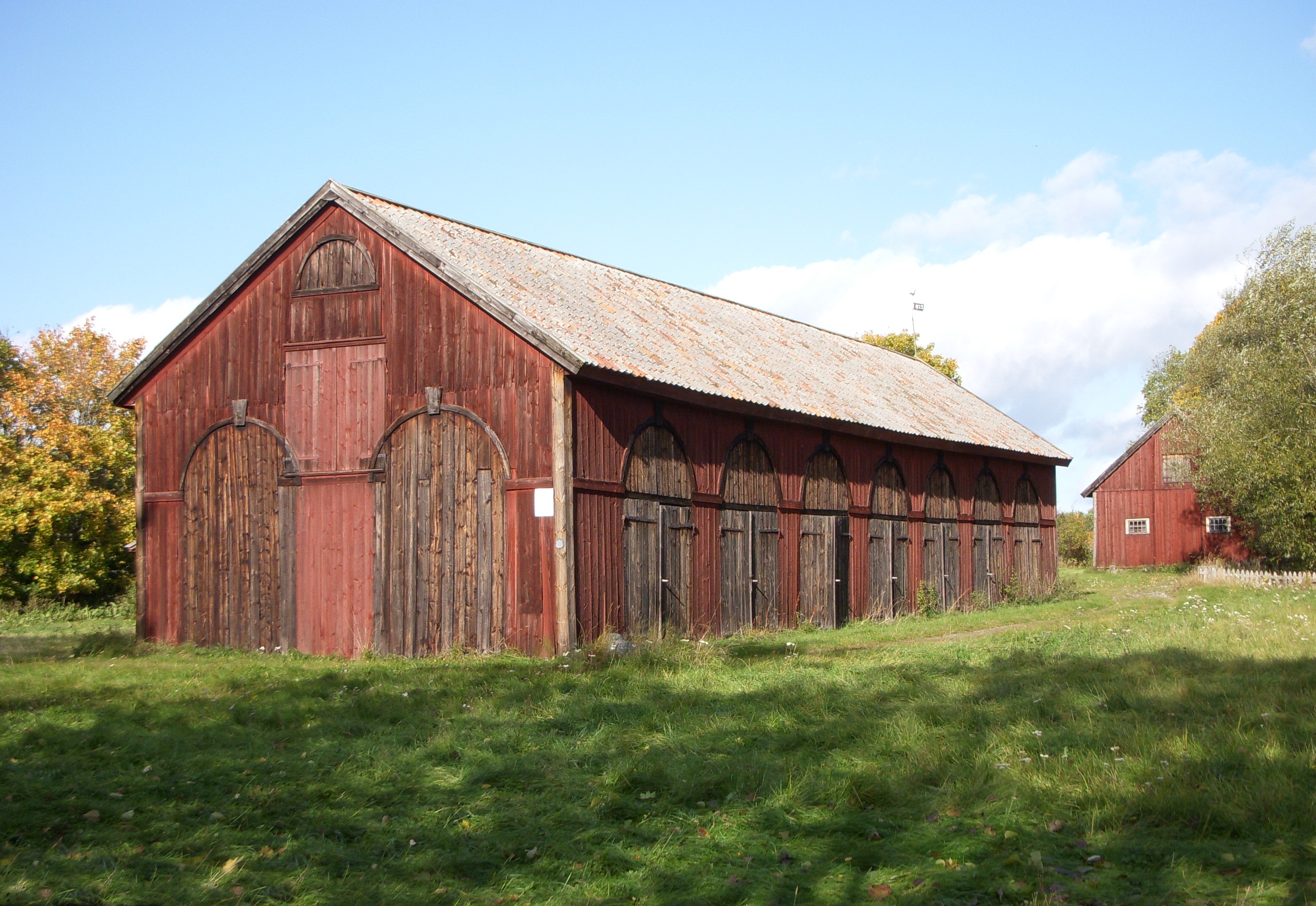
En av Hallunda gårds lador.
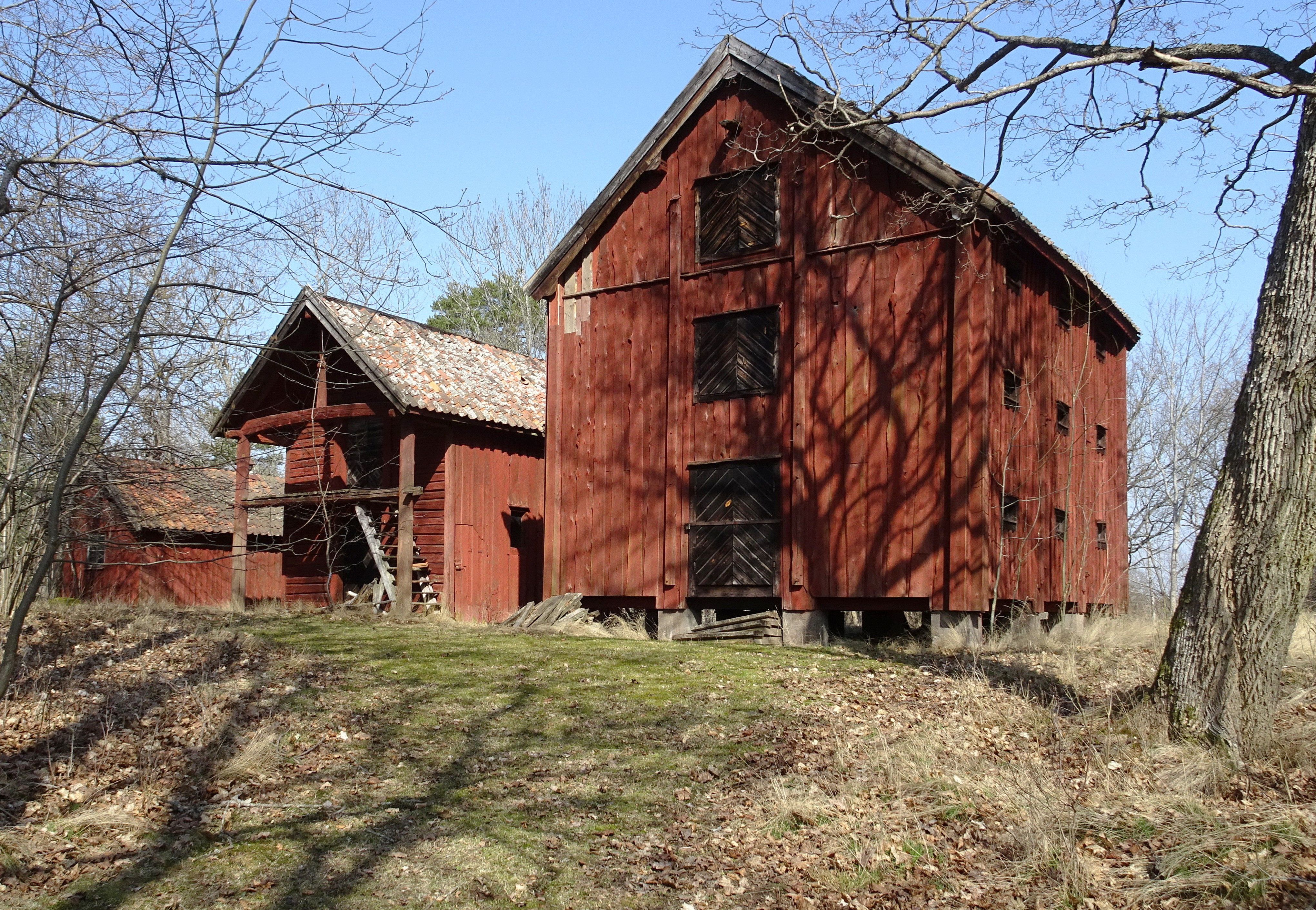
Gårdens magasins- och förrådsbyggnader.
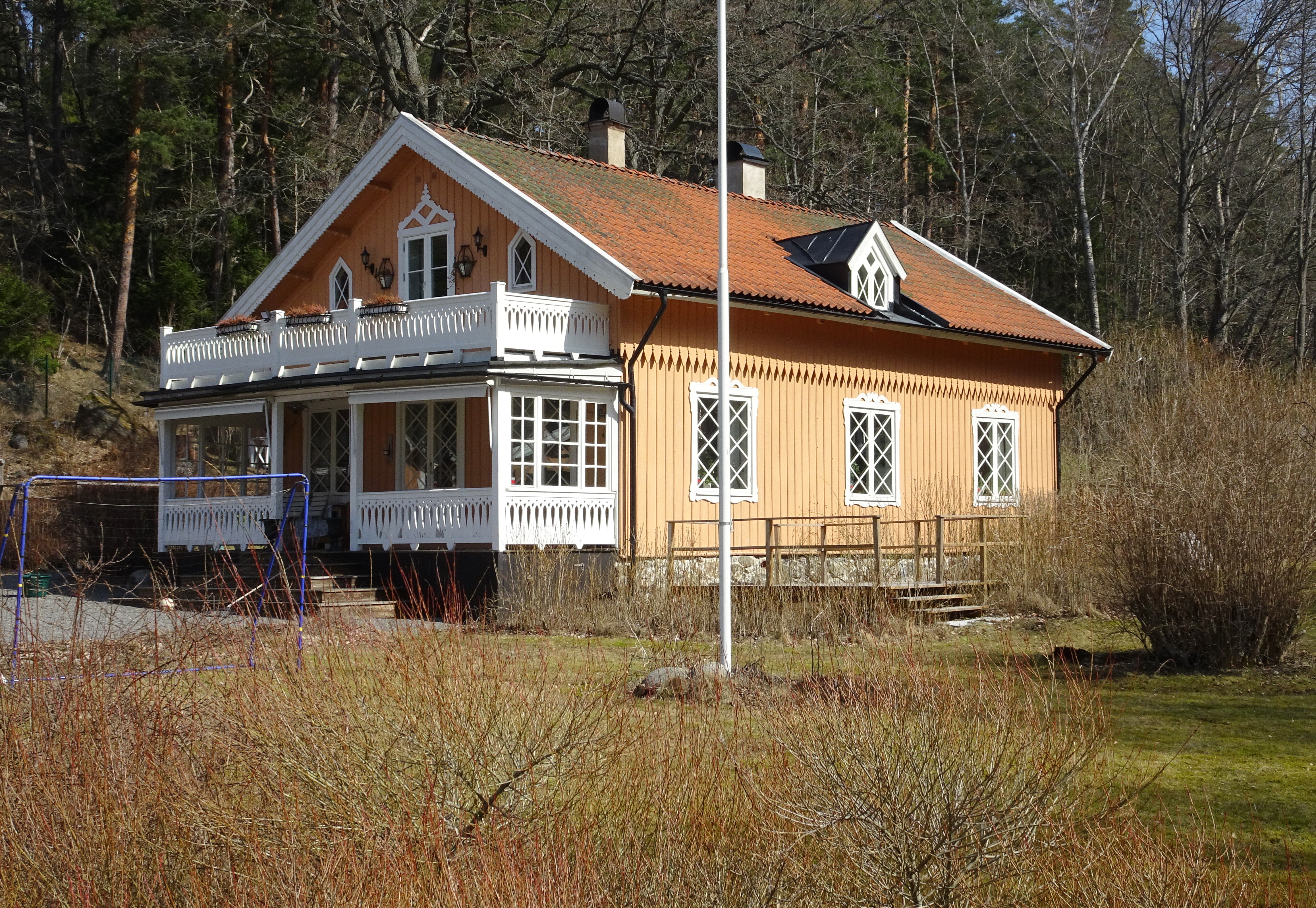
Nedre Hallunda.

## Nytt bostadsområde vid Hallunda gård

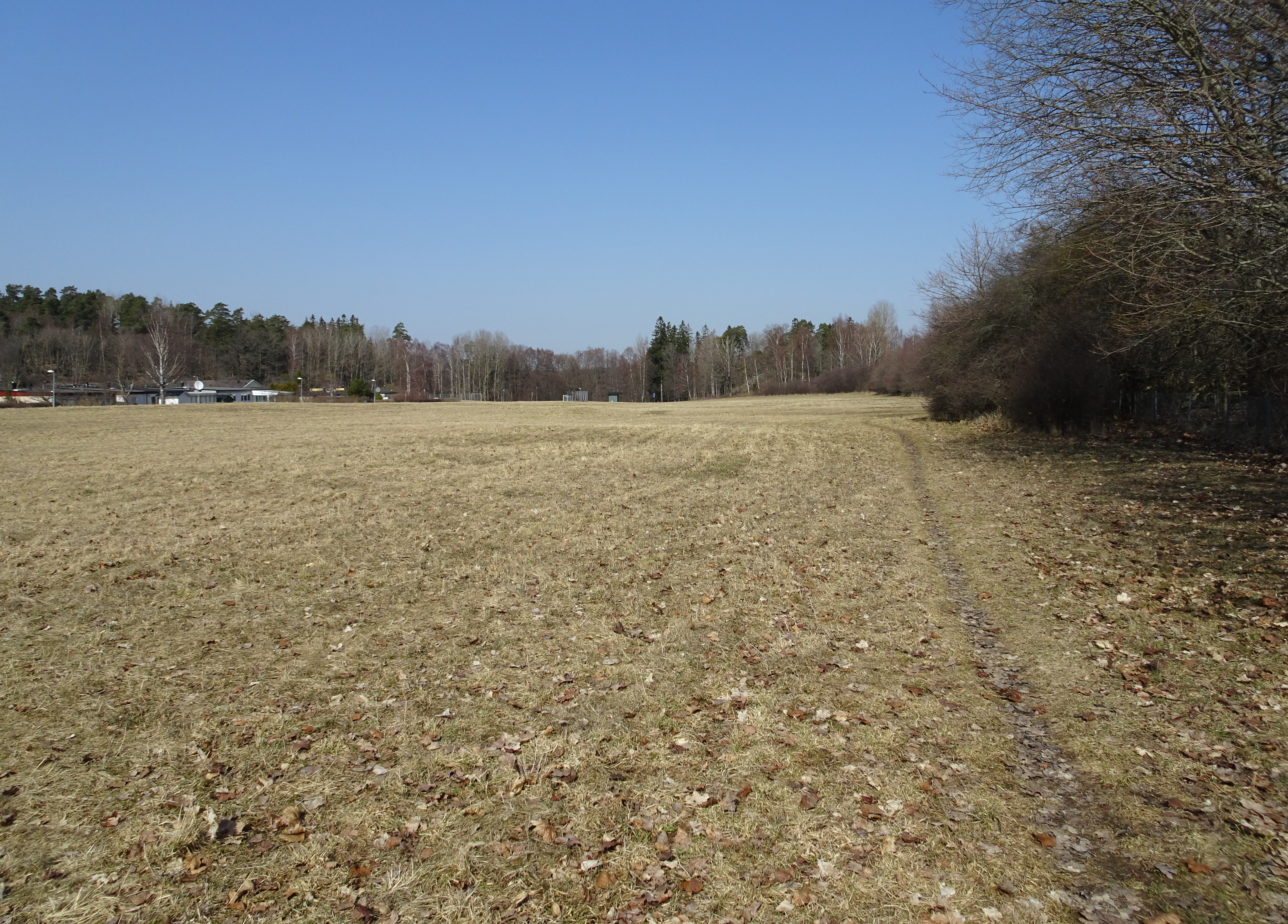
Ängen väster om Hallunda gård som skall bebyggas med radhus, villor och flerbostadshus.

På parkstråket söder om Hallunda gård och ängen väster om gården planeras sedan 2016 ett nytt bostadsområde med radhus, villor och flerbostadshus. Initiativtagare är Småa och byggföretaget Titania. För den arkitektoniska utformningen anlitas det danska arkitektkontoret Arkitema Architects.
Totalt planeras det för cirka 500 nya bostäder i anslutning till gården. En detaljplan är under framtagande och ett antagande beräknas under 2018. Förutom bostäder innefattar projektet även en ny förskola och ett nytt äldreboende. Meningen är att den privata herrgårdsmiljön öppnas upp och förvandlas till en stadspark och ett rekreationsområde. Förväntad byggstart är 2021.
[uppföljning saknas]